# Joseph Gantner
Joseph Gantner (* 11. September 1896 in Baden, Kanton Aargau; † 7. April 1988 ebenda; heimatberechtigt in Zuzgen) war ein Schweizer Kunsthistoriker, Redaktor, Herausgeber und Autor.

## Leben und Werk
Joseph Gantners Eltern waren Alfred Gantner, Magaziner bei Brown, Boveri & Cie., und Marie, geborene Wächter. Gantner studierte Kunstgeschichte an den Universitäten von München, Zürich, Basel, Genf und Rom. 1920 promovierte er bei Heinrich Wölfflin und habilitierte 1926. Von 1923 bis 1927 war er Redaktor der Zeitschrift Das Werk.
Als Dozent unterrichtete Gantner an der Kunstakademie Frankfurt am Main von 1927 bis 1932. Wegen zunehmender Einmischung der Nationalsozialisten kehrte er 1933 in die Schweiz zurück. Dort lehrte er bis 1938 als Privatdozent an der Universität Zürich und arbeitete parallel an einer zweiten Promotion. Anschliessend war er von 1938 bis zu seiner Pensionierung 1967 ordentlicher Professor an der Universität Basel.
Gantner war zudem von 1938 bis 1967 Mitglied der Basler Kunstkommission und von 1956 bis 1964 deren Präsident. Zusammen mit Heinrich Lützeler gab Gantner 1952 die Zeitschrift für Ästhetik und Allgemeine Kunstwissenschaft heraus. In dieser legte er zahlreiche Gesamtdarstellungen vor, namentlich seine mehrbändige Kunstgeschichte der Schweiz.
Gantner wurde u. a. von Augusto Giacometti und Alberto Giacometti porträtiert. Er war seit 1932 mit Maria Hanna, geborene Dreyfus, verheiratet.